# شرطة سرية

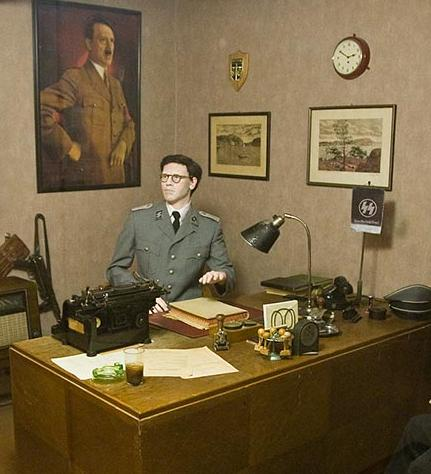

الشرطة السرية هي منظمة بوليسية ترتبط عادة بالأنظمة السلطوية، وإن لم تكن الشمولية، وهي جهاز قمعي بالأساس، وتعمل عادة فوق القانون والدستور، وتكون مسألة فقط من أعلي السلطة التنفيذية.
و هي بذلك عكس أجهزة الخدمة الأمنية المحلية، مثل ال«إف.بي.أي», و التي توضع ميزانياتها، وميزانية عملياتها تحت الرقابة القضائية والتشريعية، وتعمل في إطار القانون العادي، ويكون هدفها جمع المعلومات، والتحقيق في القضايا الكبري مثل السطو علي المصارف، وليس السيطرة علي الناس.
و من أشهر أجهزة البوليس السري: مباحث أمن الدولة, و الجستابو (الجهاز البوليس السري للدولة), و الكيه.جيه.بي. (مكتب أمن الدولة), و الدينا، والأوكرانا.
و يعتبر البعض السي.أي.أيه. بوليس سري للعالم. و الملاحظة المهمة أن البوليس السري لا يمكن أن يتواجد مع الديموقراطية.